# Obůrka
Obůrka je vesnice, část okresního města Blansko. Nachází se asi 3 km na východ od Blanska. Je zde evidováno 82 adres. Trvale zde žije 154 obyvatel.
Obůrka leží v katastrálním území Těchov o výměře 8,84 km2.
Obůrka vznikla v první polovině 19. století, první písemná zmínka o vsi pochází z roku 1830.

## Galerie

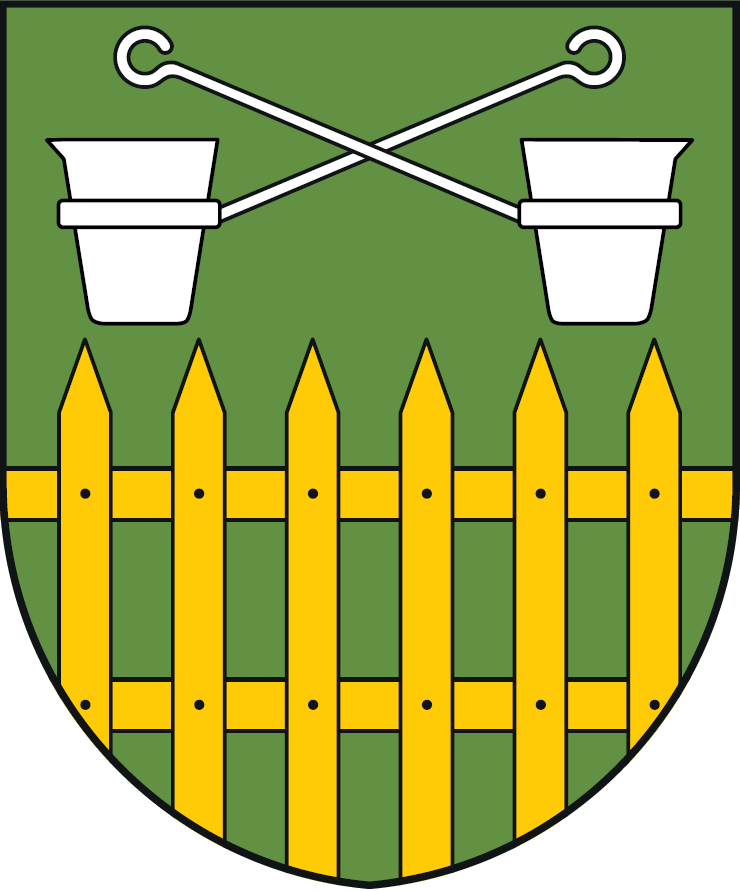
Znak